# Clubiona ternatensis
Clubiona ternatensis là một loài nhện trong họ Clubionidae.
Loài này thuộc chi Clubiona. Clubiona ternatensis được Tord Tamerlan Teodor Thorell miêu tả năm 1881.